# Alessio Michajlovič
Alessio Michajlovič Romanov (in russo Алексей Михайлович Романов?, Aleksej Michailovič Romanov; Mosca, 19 marzo 1629 – Mosca, 8 febbraio 1676) è stato zar di Russia dal 1645. Era figlio di Michele I e di Evdokija Luk'janovna Strešnëva.

## Biografia
Alessio I Romanov era solo un giovanotto quando il 23 luglio 1645 suo padre morì lasciandolo erede del trono del Regno russo. Subito dopo l'incoronazione venne affidato alla tutela del boiardo Boris Morozov, un attento e sensibile guardiano sufficientemente illuminato da comprendere le necessità per il suo paese e per nulla chiuso alle idee provenienti dall'occidente. Morozov portò avanti una politica estera intesa a mantenere lo Stato russo in una condizione di pace con i paesi confinanti.
Egli raggiunse una tregua con il Regno di Polonia ed evitò attentamente complicazioni con l'Impero ottomano. La sua politica interna fu però caratterizzata da un aumento delle tasse e solo in tarda età cooperò alla stesura di un sistema legale teso tra l'altro a diminuire il carico fiscale, limitando i privilegi dei commercianti stranieri e abolendo numerosi uffici di corte inutili.
Morozov combinò il matrimonio dello zar che, il 17 gennaio 1648, sposò Marija Il'inična Miloslavskaja, mentre lui stesso sposava Anna, la sorella di quest'ultima, entrambe figlie di Il'ja Danilovič Miloslavskij.
Per il clima di austerità economica nella politica interna Morozov era decisamente impopolare, considerato come esempio di tipico boiardo egoista, fu spesso accusato di praticare la stregoneria. Nel maggio dei 1648 la popolazione di Mosca insorse contro Morozov e lo zar, dopo l'instaurazione di una nuova tassa sul sale. Lo zar si trovò costretto a licenziare il suo tutore esiliandolo di nascosto in un convento del nord della Russia, e notificando alla popolazione insorta la sua condanna a morte. Il successo della ribellione di Mosca fu il segnale per una più ampia contestazione del potere dello zar, moto che culminò con le ribellioni di Pskov e Novgorod, dove il governatore fu così inetto di fronte alla ribellione da concedere ai rivoltosi tutto ciò che chiedevano.
Solo un uomo si dimostrò saldo ed equilibrato in tale occasione, il patriarca Nikon, che per tale motivo divenne nel 1651 capo di gabinetto dello zar, approfittando poi di tale posizione privilegiata per porre in atto, con l'appoggio imperiale, la sua riforma della Chiesa ortodossa russa.
Uno dei principali meriti di Alessio I è stato quello di aver scoperto ed utilizzato alcune tra le migliori menti del secolo come il patriarca Nikon, i diplomatici Ordin ed Artamon Matveyev. Di quest'ultimo (Artamon Mattveyev) ne seguì le riforme, pur non essendo dotato di un forte carattere e subendo spesso la soggezione dei suoi collaboratori.
Nel 1653 la debolezza ed il disordine in cui si trova la Polonia a causa della guerra contro i cosacchi con la Rivolta di Chmel'nyc'kyj, convincono Alessio che è giunto il tempo di recuperare i territori russi in mano ai polacchi ormai da secoli. La rivolta portò poi alla definitiva incorporazione dell'Ucraina orientale nella zona d'influenza della Russia avviata dal trattato di Perejaslav del marzo 1654, per cui i cosacchi avrebbero giurato fedeltà allo zar pur mantenendo un'ampia autonomia. Quindi nel luglio del 1654 le forze dello zar invasero la sezione orientale della Polonia-Lituania innescando la guerra russo-polacca (1654-1667), chiamata anche guerra di Ucraina, che si concluse con il Trattato di Andrusovo del 1667 e che portò al Trattato di Pace Perpetua del 1686, col quale la Confederazione cedette alla Russia la fortezza di Smolensk ed il territorio dell'Ucraina ad est del fiume Dnieper (inclusa Kiev), il che portò ad una significativa espansione territoriale russa e segnò l'inizio del ruolo russo di grande potenza politica e militare nell'Europa dell'est.
Maria morì di parto nel 1669 ed Alessio I si risposò il 1º febbraio 1671 con Natal'ja Kirillovna Naryškina (1º settembre 1651 – 4 febbraio 1694).
I suoi ultimi anni di regno, nonostante la ribellione dei Cosacchi del Don, guidati dall'atamano Sten'ka Razin, furono abbastanza tranquilli.
Durante il suo regno l'economia assunse un carattere di tipo corporativo: tutta la popolazione era organizzata in ranghi (classi), cioè in associazioni corporative. L'Assemblea generale (Zemskij sobor), espressione della volontà popolare, era la riunione dei rappresentanti dei singoli ranghi, un moderno organo di rappresentanza all'interno di uno stato corporativo.
Lo zar Alessio morì nel 1676, lasciando il trono al malfermo figlio Fëdor III di Russia, che regnerà per sei anni e morirà senza eredi, dando inizio a una crisi che porterà, infine, sul trono il figlio di secondo letto di Alessio, Pietro il Grande, primo imperatore di Russia.

## Matrimoni e figli

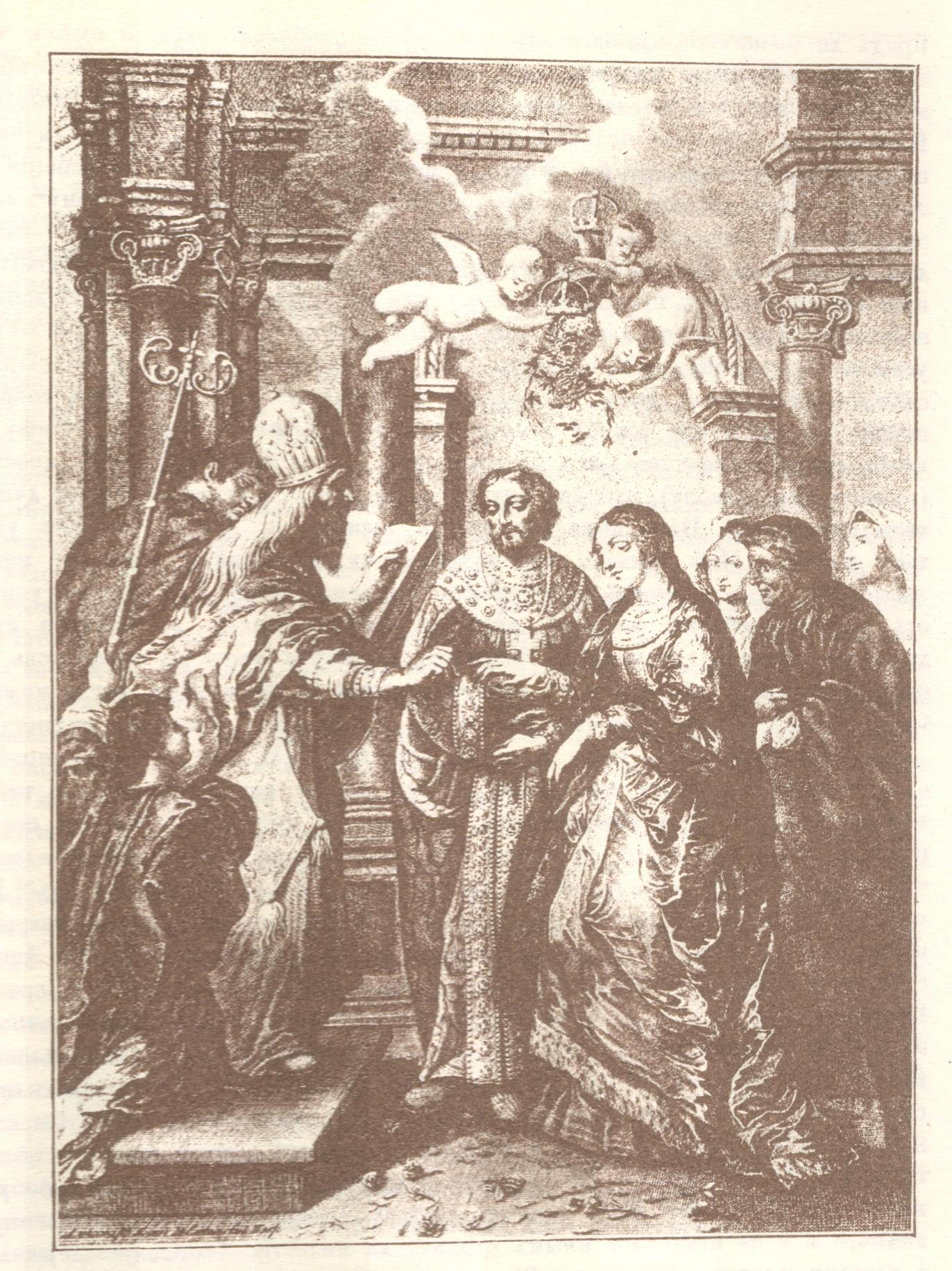
Matrimonio dello zar Alexei Mikhailovich e Natal'ja Kirillovna Naryškina. Incisione del XVII secolo.

Dal matrimonio con Marija Il'inična Miloslavskaja nacquero tredici figli (5 maschi e otto femmine) nell'arco di ventuno anni:
- Dmitrij (1648 – 1649)
- Evdokija (1650 – 1712)
- Marfa (1652 – 1707)
- Aleksej (1654 – 1670)
- Anna (1655 – 1659)
- Sof'ja (1657 – 1704)
- Ekaterina (1658 – 1718)
- Marija (1660 – 1723)
- Fëdor (1661 – 1682), futuro zar
- Feodosija (1662 – 1713)
- Simeon (1665 – 1669)
- Ivan (1666- 1696), futuro zar
- Evdokija (1669 – 1669)

Dal matrimonio con Natal'ja Kirillovna Naryškina nacquero altri tre figli:
- Pietro (1672 – 1725), futuro zar detto Il Grande
- Natal'ja (1673 – 1716)
- Feodora (1674 – 1677)

## Ascendenza
|                                 |                           |                                    | Genitori |  |  | Nonni |  |  | Bisnonni                          |  |  | Trisnonni                       |  |
|                                 |                           |                                    |          |  |  |       |  |  | Nikita Romanovič Zachar'in-Jur'ev |  |  | Roman Jur'evič Zachar'in-Jur'ev |  |
|                                 |                           |                                    |          |  |  |       |  |  | Nikita Romanovič Zachar'in-Jur'ev |  |  | Roman Jur'evič Zachar'in-Jur'ev |  |
|                                 |                           | Uliana Ivanovna                    |          |  |  |       |  |  | Nikita Romanovič Zachar'in-Jur'ev |  |  |                                 |  |
| Patriarca Filarete di Mosca     |                           |                                    |          |  |  |       |  |  | Nikita Romanovič Zachar'in-Jur'ev |  |  |                                 |  |
|                                 |                           | Varvara Ivanovna Golovina-Khovrina | …        |  |  |       |  |  |                                   |  |  |                                 |  |
|                                 |                           | Varvara Ivanovna Golovina-Khovrina | …        |  |  |       |  |  |                                   |  |  |                                 |  |
|                                 |                           | Varvara Ivanovna Golovina-Khovrina | …        |  |  |       |  |  |                                   |  |  |                                 |  |
| Michele I di Russia             |                           | Varvara Ivanovna Golovina-Khovrina |          |  |  |       |  |  |                                   |  |  |                                 |  |
|                                 |                           | Ivan Vasil'evič Šestov             | …        |  |  |       |  |  |                                   |  |  |                                 |  |
|                                 |                           | Ivan Vasil'evič Šestov             | …        |  |  |       |  |  |                                   |  |  |                                 |  |
|                                 |                           | Ivan Vasil'evič Šestov             | …        |  |  |       |  |  |                                   |  |  |                                 |  |
| Ksenija Ivanovna Šestova        |                           | Ivan Vasil'evič Šestov             |          |  |  |       |  |  |                                   |  |  |                                 |  |
|                                 |                           | …                                  | …        |  |  |       |  |  |                                   |  |  |                                 |  |
|                                 |                           | …                                  | …        |  |  |       |  |  |                                   |  |  |                                 |  |
|                                 |                           | …                                  | …        |  |  |       |  |  |                                   |  |  |                                 |  |
| Alessio I di Russia             |                           | …                                  |          |  |  |       |  |  |                                   |  |  |                                 |  |
|                                 | Stepan Andreevič Strešnëv | …                                  |          |  |  |       |  |  |                                   |  |  |                                 |  |
|                                 | Stepan Andreevič Strešnëv | …                                  |          |  |  |       |  |  |                                   |  |  |                                 |  |
|                                 | Stepan Andreevič Strešnëv | …                                  |          |  |  |       |  |  |                                   |  |  |                                 |  |
| Luk'jan Stepanovič Strešnëv     | Stepan Andreevič Strešnëv |                                    |          |  |  |       |  |  |                                   |  |  |                                 |  |
|                                 |                           | …                                  | …        |  |  |       |  |  |                                   |  |  |                                 |  |
|                                 |                           | …                                  | …        |  |  |       |  |  |                                   |  |  |                                 |  |
|                                 |                           | …                                  | …        |  |  |       |  |  |                                   |  |  |                                 |  |
| Evdokija Luk'janovna Strešnëva  |                           | …                                  |          |  |  |       |  |  |                                   |  |  |                                 |  |
|                                 |                           | Konstantin Volkonskij              | …        |  |  |       |  |  |                                   |  |  |                                 |  |
|                                 |                           | Konstantin Volkonskij              | …        |  |  |       |  |  |                                   |  |  |                                 |  |
|                                 |                           | Konstantin Volkonskij              | …        |  |  |       |  |  |                                   |  |  |                                 |  |
| Anna Konstantinovna Volkonskaja |                           | Konstantin Volkonskij              |          |  |  |       |  |  |                                   |  |  |                                 |  |
|                                 |                           | …                                  | …        |  |  |       |  |  |                                   |  |  |                                 |  |
|                                 |                           | …                                  | …        |  |  |       |  |  |                                   |  |  |                                 |  |
|                                 |                           | …                                  | …        |  |  |       |  |  |                                   |  |  |                                 |  |
|                                 |                           | …                                  |          |  |  |       |  |  |                                   |  |  |                                 |  |